# Kościół Świętych Aniołów Stróżów w Poznaniu
Kościół Świętych Aniołów Stróżów w Poznaniu – rzymskokatolicki kościół parafialny, zlokalizowany w Poznaniu na  osiedlu Kosmonautów (Winogrady).

## Historia
Jesienią 1988 rozpoczęto budowę tymczasowej murowanej kaplicy, która została poświęcona 24 grudnia 1988 przez ówczesnego metropolitę poznańskiego ks. arcybiskupa Jerzego Strobę. 1 lipca 1989 ustanowiono ośrodek duszpasterski pw. Świętych Aniołów Stróżów, a 1 stycznia 1991 erygowano parafię. 7 kwietnia 1995 rozpoczęto oficjalnie budowę nowej świątyni, chociaż do prac budowlanych przystąpiono dopiero wiosną 1997. Autorem projektu kościoła i zaplecza duszpasterskiego jest architekt Marian Fikus. 22 czerwca 2000 na zakończenie procesji Bożego Ciała odprawiona została pierwsza msza święta. 23 września 2000 wmurowano kamień węgielny przez biskupa Zdzisława Fortuniaka. Wmurowany kamień węgielny składa się z dwóch części: jedna pochodzi z katedry poznańskiej, natomiast druga z sanktuarium św. Michała na górze Gargano we Włoszech. Budowę zakończono w 2006, natomiast 8 kwietnia 2007 odprawiono w kościele pierwszą mszę. Budowa świątyni została ostatecznie zwieńczona 2 października 2011 konsekracją kościoła, której dokonał metropolita poznański ks. arcybiskup Stanisław Gądecki.

## Galeria

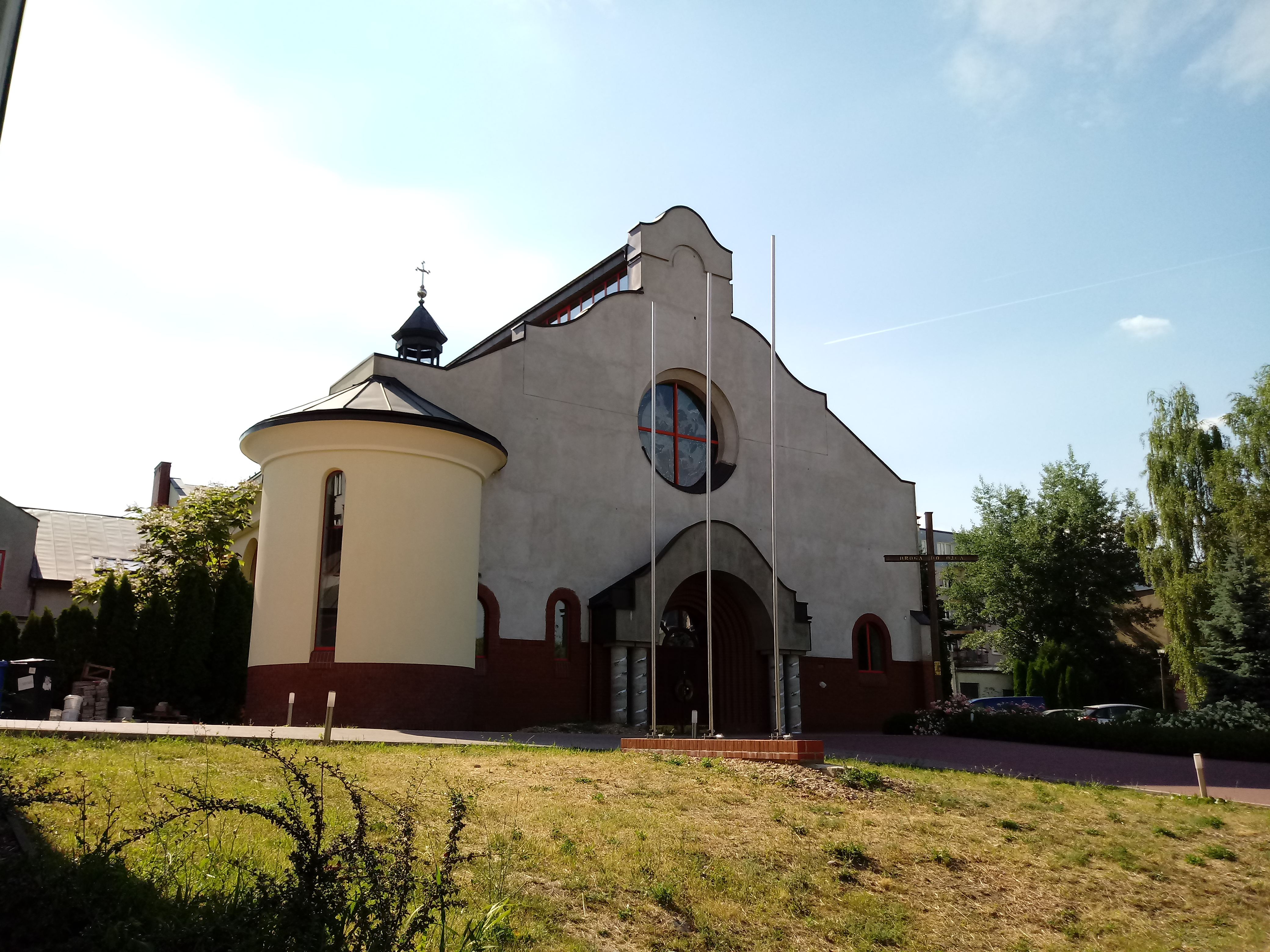
Główne wejście do kościoła
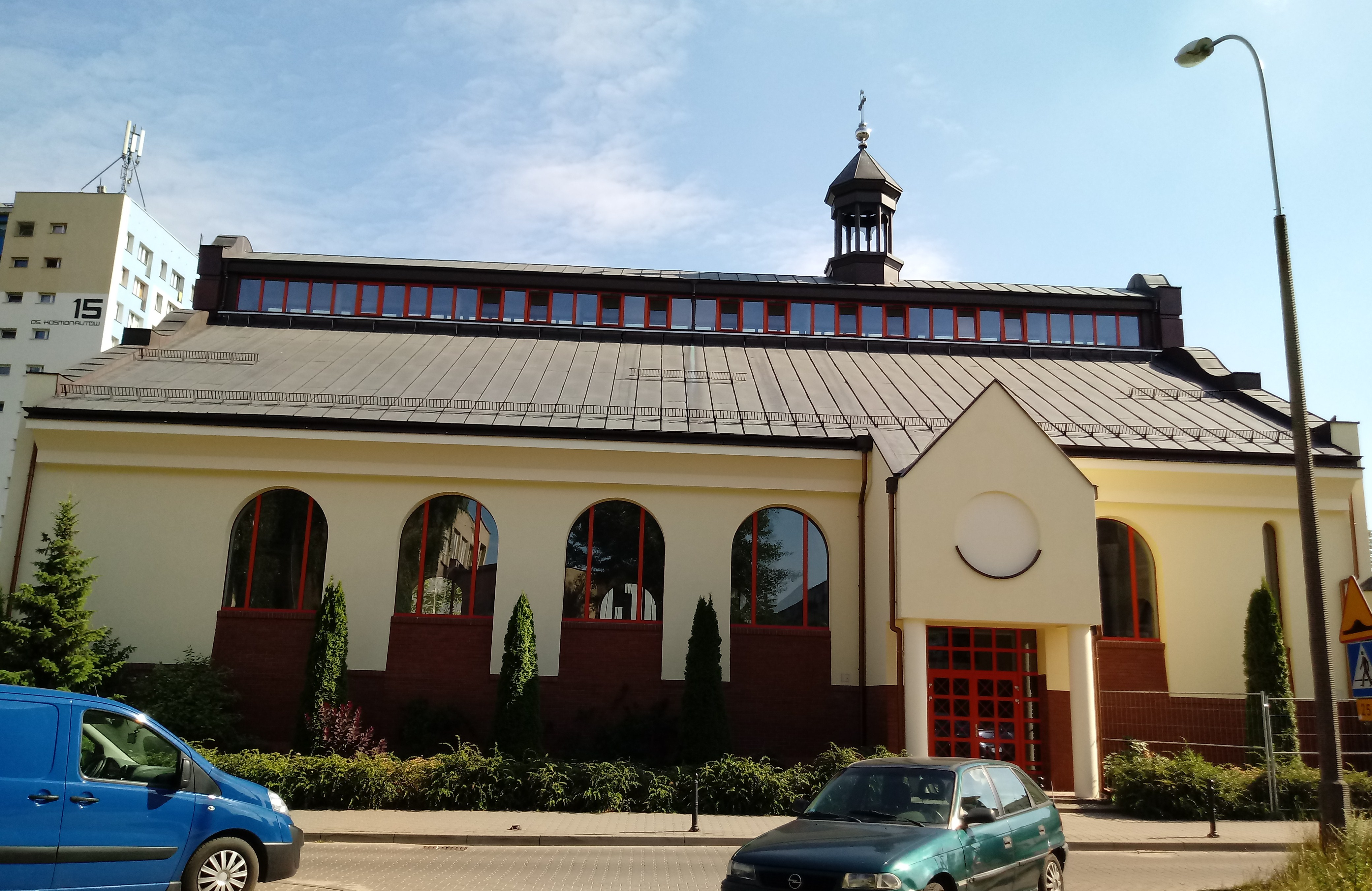
Widok od północy
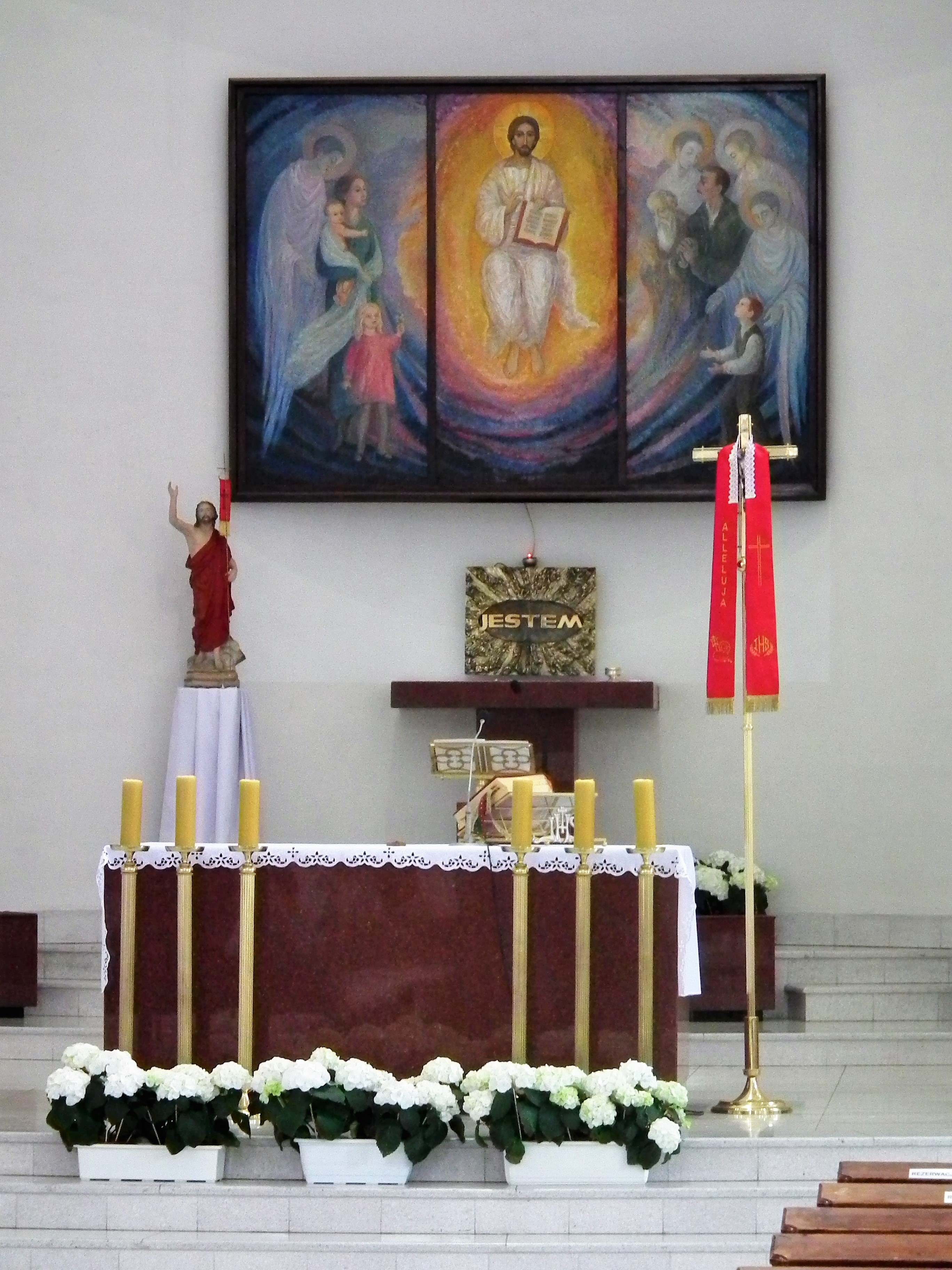
Wnętrze świątyni - ołtarz